# Pseudopallene zamboangae
Pseudopallene zamboangae är en havsspindelart som beskrevs av Stock, J.H. 1953. Pseudopallene zamboangae ingår i släktet Pseudopallene och familjen Callipallenidae. Inga underarter finns listade i Catalogue of Life.